# Pellaea bridgesii
Pellaea bridgesii  es una especie de helecho de la familia botánica Pteridaceae. Es originaria del oeste de los Estados Unidos desde el norte de  California a Idaho, donde crece en los acantilados y laderas de  granito. 

## Descripción
Pellaea bridgesii crece a partir de rizoma con una ramificación de color marrón. Cada hoja tiene hasta 30 o 35 centímetros de largo. Se compone de un raquis con hojas muy espaciadas entre sí, las hojas azules y verdes  son redondas u ovaladas y, a veces dobladas. Los bordes se pliegan por debajo y no cubren los esporangios en el envés.

## Taxonomía
Pellaea bridgesii fue descrita por William Jackson Hooker y publicado en Species Filicum 2: 238, pl. 142b. 1858.